# Seetaler Poesiesommer
Der Seetaler Poesiesommer (offizieller Name: tales. Seetaler Poesiesommer) ist ein Schweizer Literaturfestival.

## Teilnehmer
Es ist das Schweizer Literaturfestival mit dem am längsten andauernden Bestand an internationalen Teilnehmern z. B. aus Schweden, Finnland, Grossbritannien, Belgien, Frankreich, Italien, Spanien und anderen europäischen Ländern.

## Geschichte
Die Veranstaltungsreihe wurde im Sommer 2000 von dem Kulturvermittler Ulrich Suter ins Leben gerufen. Diese findet seither an verschiedenen Orten des aargauischen und luzernischen Seetals statt und endet jeweils mit einer Ruderbootfahrt auf dem Hallwilersee, bei welcher ein Gast seine Texte vorträgt.
Seit 2010 finden auch vor und nach dem offiziellen Seetaler Poesiesommer Veranstaltungen auch in Schweden, Grossbritannien, Frankreich und Italien statt.
Durchführungsorte sind u. a. das Schloss Hallwyl in Seengen, das Schloss Heidegg in Gelfingen oder das Kloster Baldegg, Beinwil am See, die Regionalbibliothek Hochdorf und die Johanniterkommende Hohenrain.
Rezitiert wurden exemplarisch Werke von:
- Hermann Burger[4]
- Francesco Chiesa[5] in der Übersetzung von Christoph Ferber
- Anna Felder[6] in der Übersetzung von Maja Pflug
- Edgardo Dobry[7] in der Übersetzung von Markus Hediger
- Wolfram Malte Fues[8]
- Markus Hediger[9][10] in der Übersetzung von Yla M. von Dach
- Gottfried Honegger[11]
- Claire Krähenbühl in der Übersetzung von Markus Hediger
- Lotta Lotass[12]
- Herbert Meier[11]
- Pedro Meier[13]
- Alberto Nessi[14] in der Übersetzung von Christoph Ferber
- Klara Obermüller[15]
- Leta Semadeni[16]
- Elisabeth Wandeler-Deck[17]